# Estação Electrosavodskaia (metro de Moscovo)
Electrosavodskaia (em russo:  Электрозаводская) é uma das estações da linha Arbatsko-Pokrovskaia (Linha 3) do Metro de Moscovo, na Rússia. Estação «Electrosavodskaia» está localizada entre as estações «Baumanskaia» e «Semionovskaia».